# پیلگریم پلی‌گراوند (آریزونا)
پیلگریم پلی‌گراوند (به انگلیسی: Pilgrim Playground) یک منطقهٔ مسکونی در ایالات متحده آمریکا است که در آریزونا واقع شده است. پیلگریم پلی‌گراوند ۲٬۱۸۴ متر بالاتر از سطح دریا واقع شده است.